# 稲生高善
稲生 高善（いなせ たかよし、1954年2月15日 - ）は、大阪府出身の元プロ野球選手（捕手）。

## 来歴・人物
太成高から、1971年にドラフト外で南海ホークスへ入団。
1974年に南海ホークスを自由契約となり、1年ブランクが開いたが広島のテストを受け合格し、1976年に再度プロ入り。
しかし、1978年に一軍公式戦に出場がないまま引退。

## 詳細情報

### 年度別打撃成績
- 一軍公式戦出場なし

### 背番号
- 65 （1972年 - 1974年）
- 57 （1976年 - 1977年）
- 60 （1978年）